# Dampierre-sur-Linotte
Dampierre-sur-Linotte est une commune française située dans le département de la Haute-Saône, la région culturelle et historique de Franche-Comté et la région administrative Bourgogne-Franche-Comté.

## Géographie

### Localisation
Dampierre-sur-Linotte est située dans le sud de la Haute-Saône.
La commune est très étendue en superficie (3 339 ha dont 1 330 ha boisés), et ses 725 habitants se répartissent entre le bourg de Dampierre-sur-Linotte, les hameaux rattachés (Trevey  et Presle qui étaient à l'origine des communes à part entière et qui se sont réunies avec Dampierre en décembre 1972) ainsi que les fermes des environs (au nord : les Grillardes, les Tannards, les Bégoulots et les Montcuchots (ancienne chapelle), au nord-est : les Gillots, les Marmets, au nord-ouest : la Baume, les Mariottes et les Laurents, au sud : le Moulin Grandgeot).

### Communes limitrophes
Les communes limitrophes sont Villers-le-Sec, Vy-lès-Filain, Bouhans-lès-Montbozon, Chassey-lès-Montbozon, Cognières, Filain, Fontenois-lès-Montbozon, Neurey-lès-la-Demie, Noroy-le-Bourg, Thieffrans et Vallerois-le-Bois.

### Géologie et reliefs
Alluvions modernes dans le cours de la Linotte, calcaires du Bathonien, calcaires de la Dalle-nacrée et marnes oxfordiennes. Le sous-sol de Dampierre remonte donc au Jurassique et s'est formé il y a 160 millions d'années.

### Climat
Pour des articles plus généraux, voir Climat de la Bourgogne-Franche-Comté et Climat de la Haute-Saône.
En 2010, le climat de la commune est de type climat de montagne, selon une étude du Centre national de la recherche scientifique s'appuyant sur une série de données couvrant la période 1971-2000. En 2020, Météo-France publie une typologie des climats de la France métropolitaine dans laquelle la commune est exposée à un climat semi-continental et est dans la région climatique  Lorraine, plateau de Langres, Morvan, caractérisée par un hiver rude (1,5 °C), des vents modérés et des brouillards fréquents en automne et hiver. 
Pour la période 1971-2000, la température annuelle moyenne est de 10,1 °C, avec une amplitude thermique annuelle de 17,3 °C. Le cumul annuel moyen de précipitations est de 1 080 mm, avec 12,9 jours de précipitations en janvier et 10 jours en juillet. Pour la période 1991-2020, la température moyenne annuelle observée sur la station météorologique de Météo-France la plus proche, « Frotey_sapc », sur la commune de Frotey-lès-Vesoul à 13 km à vol d'oiseau, est de 11,2 °C et le cumul annuel moyen de précipitations est de 914,2 mm. 
La température maximale relevée sur cette station est de 38,5 °C, atteinte le 25 juillet 2019 ; la température minimale est de −14,9 °C, atteinte le 20 décembre 2009,,. 
Les paramètres climatiques de la commune ont été estimés pour le milieu du siècle (2041-2070) selon différents scénarios d'émission de gaz à effet de serre à partir des nouvelles projections climatiques de référence DRIAS-2020. Ils sont consultables sur un site dédié publié par Météo-France en novembre 2022.

## Urbanisme

### Typologie
Au 1er janvier 2024, Dampierre-sur-Linotte est catégorisée commune rurale à habitat dispersé, selon la nouvelle grille communale de densité à sept niveaux définie par l'Insee en 2022.
Elle est située hors unité urbaine. Par ailleurs la commune fait partie de l'aire d'attraction de Vesoul, dont elle est une commune de la couronne,. Cette aire, qui regroupe 158 communes, est catégorisée dans les aires de 50 000 à moins de 200 000 habitants,.

### Occupation des sols

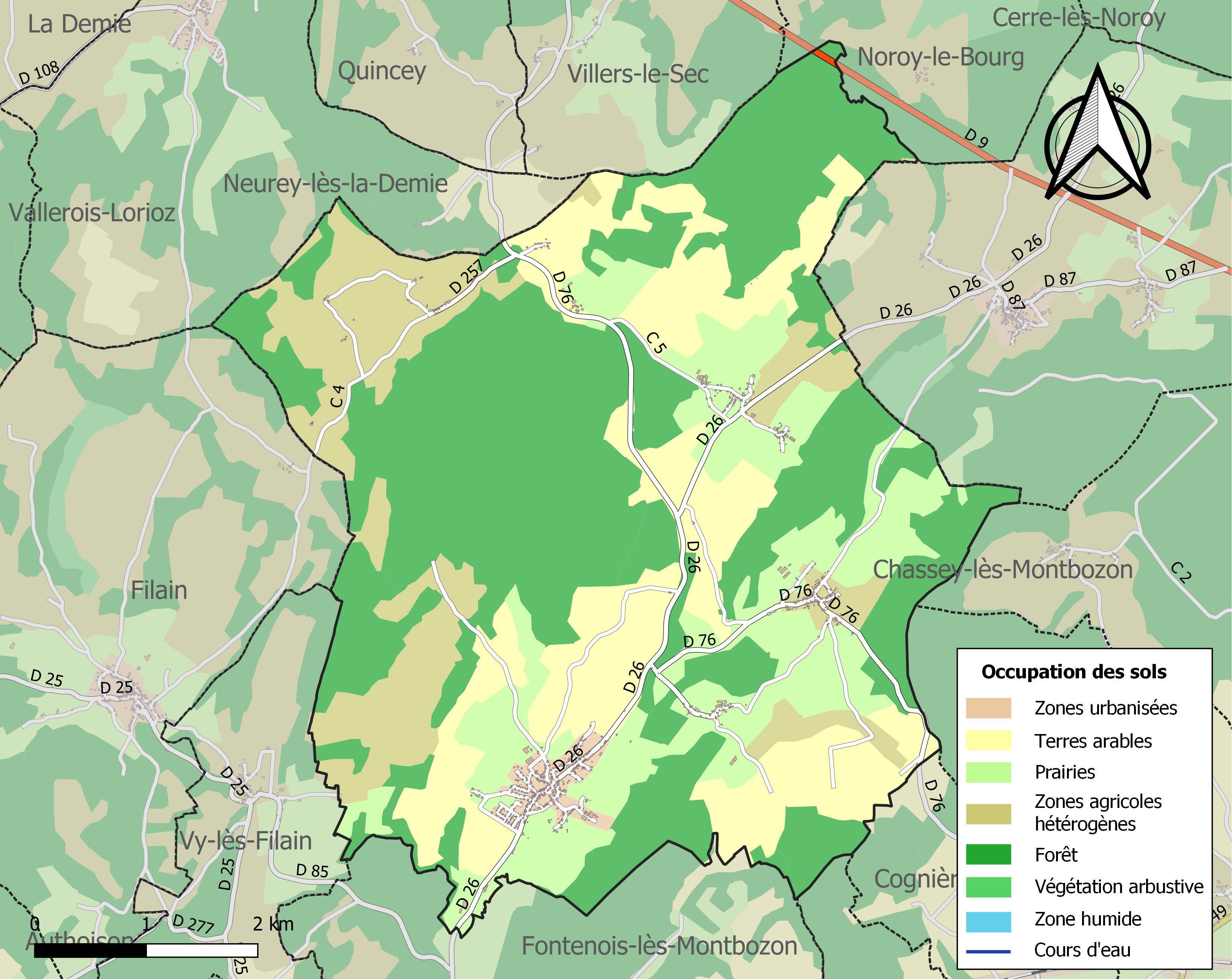
Carte des infrastructures et de l'occupation des sols de la commune en 2018 (CLC).

L'occupation des sols de la commune, telle qu'elle ressort de la base de données européenne d’occupation biophysique des sols Corine Land Cover (CLC), est marquée par l'importance des territoires agricoles (52,9 % en 2018), une proportion sensiblement équivalente à celle de 1990 (53,2 %). La répartition détaillée en 2018 est la suivante : forêts (45,6 %), terres arables (20,3 %), prairies (18,2 %), zones agricoles hétérogènes (14,5 %), zones urbanisées (1,4 %). L'évolution de l’occupation des sols de la commune et de ses infrastructures peut être observée sur les différentes représentations cartographiques du territoire : la carte de Cassini (XVIIIe siècle), la carte d'état-major (1820-1866) et les cartes ou photos aériennes de l'IGN pour la période actuelle (1950 à aujourd'hui).

### Habitat et logement
En 2018, le nombre total de logements dans la commune était de 377, alors qu'il était de 364 en 2013 et de 341 en 2008.
Parmi ces logements, 84,9 % étaient des résidences principales, 8 % des résidences secondaires et 7,2 % des logements vacants. Ces logements étaient pour 97,3 % d'entre eux des maisons individuelles et pour 2,7 % des appartements.
Le tableau ci-dessous présente la typologie des logements à Dampierre-sur-Linotte en 2018 en comparaison avec celle de la Haute-Saône et de la France entière. Une caractéristique marquante du parc de logements est ainsi une proportion de résidences secondaires et logements occasionnels (8 %) supérieure à celle du département (6,2 %) et proche de celle de la France entière (9,7 %). Concernant le statut d'occupation de ces logements, 81,2 % des habitants de la commune sont propriétaires de leur logement (80,6 % en 2013), contre 68,7 % pour la Haute-Saône et 57,5 % pour la France entière.
| Typologie                                               | Dampierre-sur-Linotte | Haute-Saône | France entière |
| ------------------------------------------------------- | --------------------- | ----------- | -------------- |
| Résidences principales (en %)                           | 84,9                  | 83          | 82,1           |
| Résidences secondaires et logements occasionnels (en %) | 8                     | 6,2         | 9,7            |
| Logements vacants (en %)                                | 7,2                   | 10,8        | 8,2            |

### Transports et voies de communication
Le territoire est composé essentiellement de forêts et de pâtures, le tout dans un cadre très vallonné. Il est traversé dans un axe nord-est/sud par la Linotte.

La commune est desservie par la ligne de bus Vesoul ↔ Aubertans du réseau Mobigo.
Elle est aussi traversée par la D 26 reliant Noroy-le-Bourg à Clerval.

Le territoire est également traversé par un des chemins de Saint-Jacques-de-Compostelle, en provenance d'Allemagne.

## Toponymie
Dampierre-sur-Linotte : dans les archives de la Haute-Saône, on retrouve le nom de de domni Petra en 1183 qui a évolué par Dampna Petra (1275) puis Dampiere (1280) et enfin Dampierre en 1406. Ce nom trouve ses racines dans le bas latin ecclésiastique domnus équivalent de saint sanctus et Pierre : paroisse mise sous la protection de saint Pierre.
Trevey : dans les archives de la Haute-Saône, on retrouve les noms de Trévii, Trivers ou encore Trevirs dans la deuxième moitié du XIIe siècle. Avant de fixer le nom de Trevey, au début du XIIIe siècle, les archives donnent encore les noms de Treve, Treves, voire Treveys et même Treveix. L'origine de ce nom est encore obscure de nos jours.
Presle : la première évocation de Presle dans les archives est Pratellis en 1257. Puis vers la fin du XIVe siècle, le nom de Presle semble fixé après être passé par Praelles (1335) ou Preeles (1355). Son origine remonte à l'ancien français où praele ou preels (issu du latin populaire pratella) servent à désigner un pré. Il était à l'origine au pluriel (Presles).

## Histoire

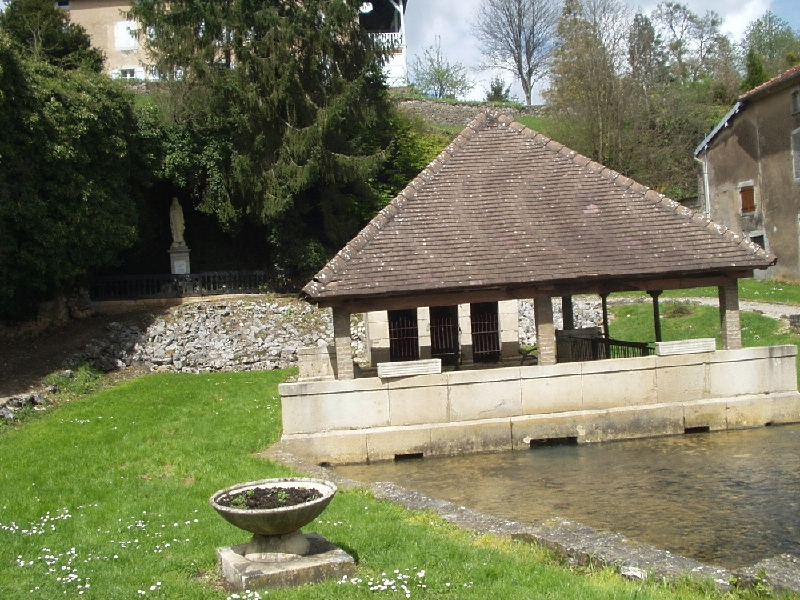
La fontaine Saint-Mainboeuf.

- Dampierre : si la date de création du village de Dampierre semble remonter à des temps très anciens, les premières traces permettant de dater son existence remontent au 23 janvier 840, date à laquelle fut assassiné à coups de bâton et de couteau saint Mainboeuf (moine évangélisateur irlandais) venu se désaltérer près d'une fontaine. Il fut enterré dans l'église de Dampierre et les miracles s'y multiplièrent. Mais environ un siècle plus tard, le comte de Montbéliard obtint de ramener le corps dans son château. Des reliques ont existé mais elles ont aujourd'hui disparu.
Au XIIe siècle, il semble qu'une famille noble portait le nom de Dampierre.
Dans la carte de Franche-Comté par Maurice Tissot, un château féodal aurait existé à Dampierre. Il n'en reste ni vestige, ni tradition orale. Il semble plutôt que l'auteur ait voulu signaler la présence de ruines d'une maison de l'Ordre du Temple. En effet, des écrits de 1284 rapportent que les droits des hommes de Dampierre sont passés au commandeur de l'ordre de la Villedieu-en-Fontenette.

Le 16 juillet 1637 au cours de la guerre de Dix ans, l'armée de Louis XIII, composée de mercenaires suédois (Schweds) et allemands, incendie le village de Dampierre.
- Presle : Pour ce qui est de Presle, les premières traces écrites évoquent dans un acte de 1251, que l'administration du village a été confiée par l'abbaye de la Chaise-Dieu à Hugues de Bourgogne. En 1320, Presle appartenait au prieuré de Grandson (diocèse de Lausanne) puis fut une annexe des hospitaliers de Saint-Jean-de-Jérusalem conjointement avec le prieur Grandson et le commandeur de la Villedieu-en-Fontenette. Après les guerres de 1636-1641, le village était entièrement détruit. En 1697, les deux seigneurs du village le vendirent donc à ses habitants pour remonter sa population.
- Trevey : Trevey n'était à l'origine qu'une grange appartenant aux seigneurs d'Avilley. Elle fut donnée par Humbertus Piper à l'abbaye de Bellevaux en 1143 qui n'en eut définitivement la totale propriété qu'en 1285. Progressivement, la grange se transforme en village pour atteindre 16 ménages à la fin du XVIe. Comme Presle, le village fut presque totalement détruit en 1636 pendant la guerre de Dix Ans.

Par le traité de Nimègue signé en 1678, la Franche-Comté est rattachée à la France.

## Politique et administration

### Rattachements administratifs et électoraux
La commune fait partie de l'arrondissement de Vesoul du département de la Haute-Saône, en région Bourgogne-Franche-Comté. Pour l'élection des députés, elle dépend de la deuxième circonscription de la Haute-Saône.
Dampierre-sur-Linotte fait partie depuis 1793 du Canton de Montbozon. Dans le cadre du redécoupage cantonal de 2014 en France, la commune est rattachée au canton de Rioz.

### Intercommunalité
Dampierre-sur-Linotte était membre de la communauté de communes du Pays de Montbozon, créée le 29 décembre 2002.
Dans le cadre de la mise en œuvre du schéma départemental de coopération intercommunale approuvé en décembre 2011 par le préfet de Haute-Saône, et qui prévoit notamment la fusion la fusion des communautés de communes du Pays de Montbozon et du Chanois, afin de former une nouvelle structure regroupant 27 communes et environ 6 500 habitants,, la commune est membre depuis le 1er janvier 2014 de la communauté de communes du Pays de Montbozon et du Chanois.
La commune est également membre du Pays des 7 Rivières

### Liste des maires
| Période                                  | Période                   | Identité                                                      | Étiquette | Qualité                                                                                                |
| ---------------------------------------- | ------------------------- | ------------------------------------------------------------- | --------- | --- |
| Les données manquantes sont à compléter. |                           |                                                               |           | |
| 1806                                     |                           | Joseph Guillot                                                |           | |
| 1806                                     | 1812                      | Claude François Lhomme                                        |           | |
| 1813                                     | 1815                      | Louis Carrot                                                  |           | |
| 1815                                     | 1815                      | Pierre Joseph Cultet                                          |           | géomètre                                                                                               |
| 1815                                     | 1815                      | louis Carrot                                                  |           | |
| 1815                                     | 1824                      | François Carrot Vieux                                         |           | mort en fonction                                                                                       |
| 1824                                     | 1830                      | Claude Joseph Carrot                                          |           | |
| 1831                                     | 1870                      | Jean Claude Joseph Gabriel Monnin                             |           | notaire                                                                                                |
| 1871                                     | 1875                      | Louis Victorin Millot                                         |           | |
| 1875                                     | 1877                      | Jean Claude Joseph Gabriel Monnin                             |           | |
| 1877                                     | 1881                      | Pierre Lhomme                                                 |           | |
| 1881                                     | 1888                      | Jean Claude Anatole Coudry                                    |           | |
| 1888                                     | 1901                      | Pierre Lhomme                                                 |           | Mort en fonction                                                                                       |
| 1902                                     | 1903                      | Aimé Ragot                                                    |           | |
| 1903                                     | 1906                      | Henri Lhomme                                                  |           | |
| 1906                                     | 1907                      | François Bougeot                                              |           | |
| 1908 ,                                   | 1930                      | Henri Lhomme                                                  |           | Docteur en médecine                                                                                    |
| 1930                                     | 1935                      | Maurice Bourdin                                               |           | |
| 1935                                     | 1941                      | Henri Besson                                                  |           | |
| 1941                                     | 1945                      | Guichard                                                      |           | |
| 1945                                     | 1945                      | Jacques Lhomme                                                |           | |
| 1945,                                    | 1960                      | Alfred Mougin                                                 |           | |
| 18/12/1960,                              | 1966                      | Jean Lhomme                                                   |           | |
| 1973                                     | 1977                      | Michel Reguillot (à la suite de la fusion des trois communes) |           | |
| 1977                                     | 1983                      | Michel Reguillot                                              |           | |
| 1983                                     | 1989                      | Eugène Poncey                                                 |           | |
| 1989                                     | 1991                      | Andre Varlet (décédé en 1991)                                 |           | |
| 1991                                     | 1995                      | Jean Sibille                                                  | DVD       | |
| 1995                                     | 2001                      | Jean Sibille                                                  | DVD       | |
| 2001                                     | 2008                      | Gilbert Grangeot                                              | UMP       | Enseignant en mécanique, directeur d'IUT Président de la CC du Pays de Montbozon (2001 → 2008)         |
| 2008                                     | 2020                      | Martial Marchesini                                            | PS        | |
| juillet 2020                             | En cours (au 6 juin 2023) | Frédéric Weber                                                | LE,       | Cadre administratif ou commercial Vice-président de la CC du Pays de Montbozon et du Chanois (2020 → ) |

## Équipements publics et services

### Enseignement
La commune scolarise l'ensemble des enfants durant le cycle maternel et primaire. La rentrée de septembre 2012 a vu l'ouverture d'une 5e classe. 114 élèves sont scolarisés en 2012.
L'accueil des enfants se fait dans le bâtiment du centre village, construit en 1850 à cet effet, et entièrement réhabilité en 2011-12, aux normes BBC rénovation. Outre les 5 classes, il accueille aussi une cantine scolaire, un espace périscolaire et un centre de consultation médicale pour la petite enfance.
Pour les études secondaires (collèges et lycées), les Dampierrois vont à Vesoul.

### Santé
Les professions de santé représentées au 8 mars 2010 sont :
- 2 médecins généralistes ;
- 1 cabinet d'infirmière ;
- 1 pharmacie.

Dampierre-sur-Linotte est la seule commune de l'ex-canton de Montbozon à accueillir une permanence de la Protection maternelle et infantile (PMI), structure médicale départementale qui organise régulièrement des consultations pour les enfants en bas âge.

## Population et société

### Démographie
En 2022, la commune de Dampierre-sur-Linotte comptait 766 habitants. À partir du XXIe siècle, les recensements réels des communes de moins de 10 000 habitants ont lieu tous les cinq ans. Les autres « recensements » sont des estimations.
| 1793 | 1800 | 1806  | 1821 | 1831  | 1836  | 1841  | 1846  | 1851  |
| ---- | ---- | ----- | ---- | ----- | ----- | ----- | ----- | ----- |
| 989  | 979  | 1 008 | 984  | 1 129 | 1 091 | 1 088 | 1 087 | 1 050 |

| 1856 | 1861 | 1866 | 1872 | 1876 | 1881 | 1886 | 1891 | 1896 |
| ---- | ---- | ---- | ---- | ---- | ---- | ---- | ---- | ---- |
| 926  | 940  | 885  | 866  | 885  | 907  | 875  | 828  | 795  |

| 1901 | 1906 | 1911 | 1921 | 1926 | 1931 | 1936 | 1946 | 1954 |
| ---- | ---- | ---- | ---- | ---- | ---- | ---- | ---- | ---- |
| 811  | 796  | 745  | 618  | 640  | 614  | 600  | 503  | 530  |

| 1962 | 1968 | 1975 | 1982 | 1990 | 1999 | 2006 | 2007 | 2012 |
| ---- | ---- | ---- | ---- | ---- | ---- | ---- | ---- | ---- |
| 529  | 557  | 606  | 709  | 697  | 696  | 721  | 725  | 800  |

| 2017 | 2022 | - | - | - | - | - | - | - |
| ---- | ---- | - | - | - | - | - | - | - |
| 802  | 766  | - | - | - | - | - | - | - |

### Sports et loisirs
- Bibliothèque

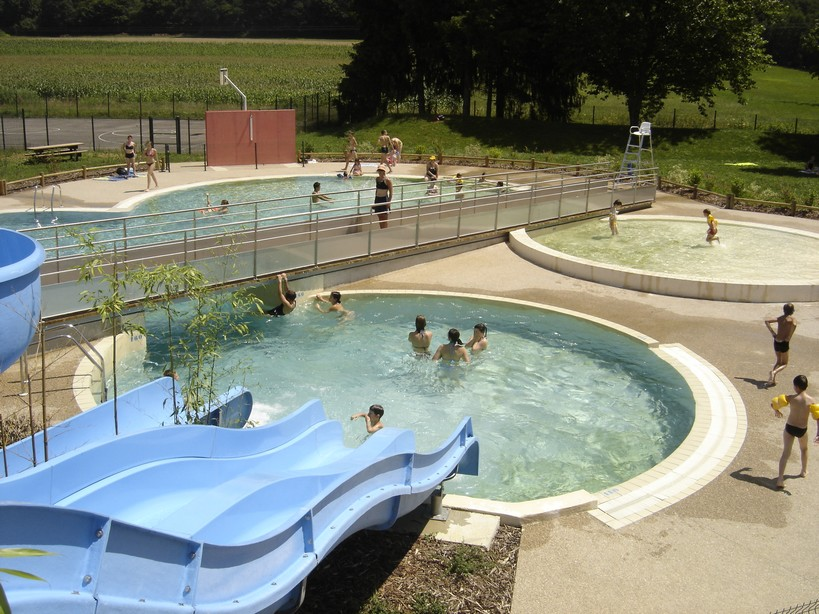
Centre nautique de la Linotte.

- Projection cinématographique environ une fois par mois, via l'Écranmobile, au centre socio-culturel
- Piste cyclable. Cette Voie verte le Chemin vert  (V630)[40], revêtement enrobé lisse, de 30 km, relie Vesoul à Fontenois-les-Montbozon en passant par Dampierre-sur-Linotte, sur une ancienne voie ferrée[41]. Elle permet également de relier au nord-ouest la Véloroute 50, La Voie Bleue, Moselle-Saône à vélo et au sud-est l'Eurovélo 6[42].
- Boucle cyclable de l'Avant-Doubs de 32 km[42]
- Balades thématiques et randonnées pédestres à partir de Dampierre-sur-Linotte ou à proximité
- Village étape sur le Chemin de Compostelle de Wissembourg (Alsace) vers Vézelay ou Cluny[43],[44],[45]
- Centre nautique de la Linotte : la piscine municipale de Dampierre avait été créée en 1962.

## Culture locale et patrimoine

### Lieux et monuments
- Église de Dampierre : Elle a été reconstruite en 1853 sur l'emplacement de la précédente démolie la même année. Elle a de grandes proportions intérieures. Haute façade rectangulaire, portail à linteau plat avec corniche sur consoles surmonté d'un médaillon ovale portant la croix. Elle a un clocher carré à 3 étages avec un fronton arrondi et couverture en dôme atypique dans la région (clocher comtois). À l'intérieur on trouve un crucifix en bois polychrome du XIVe, 2 grandes torchères en bronze du XVIIIe, des boiseries en chêne à bas reliefs, des peintures de Victor Jeanneney Ollans (fondateur du musée et de l’école de dessin à Vesoul en 1882), un tabernacle en bois laqué du XVIIIe, un maître-autel-tombeau en marbre gris et une statue de saint Mainboeuf en pierre naturelle du XVIe[46].
- Fontaine de la Mairie à Dampierre : Entre l'église et la mairie, on trouve une fontaine arrondie avec au centre une colonne cannelée dorique à boule pointue.
- Fontaine Saint-Mainboeuf à Dampierre : Au nord de l'église, au pied d'un rocher, se situe une fontaine lavoir avec une charpente en chêne. Dans le rocher, se trouve une niche abritant une statue de saint Mainboeuf en bois doré du XVIe.
- Fontaine-lavoir à Dampierre : De style plus classique, ce lavoir se situe au sud de l'église. Connu aussi sous le nom de lavoirs des 4 Gouliches, les gouliches étant les bouches par lesquelles coule l'eau.
- Église de Presle : Construite en 1862 sous le titre de Saint-Pierre en remplacement de l'ancienne qui tombait en ruines. À l'intérieur, on trouve quelques anciennes pierres tombales du XVIIIe et des statues datant de la même époque (Notre-Dame des Ermites, Vierge à l'enfant et saint Pierre).
- Chapelle de Trevey. : Chapelle de tolérance dédiée à l'Assomption, construite en 1732.
- Inscriptions « Architecture et patrimoine » par le ministère de la Culture : croix de procession : classée au titre objet le 25/10/1962. Localisation : église paroissiale de Presles. Description : croix de procession en cuivre. Bouton à décor linéaire. Le Christ est surmonté d'INRI inscrit dans un cartouche Renaissance. Au-dessus un médaillon avec trois fleurs de lys. Les trois extrémités de la croix sont ornées de frises encore gothiques et terminées par des boules. Celle du haut est coupée en deux. Sur la face trois médaillons des évangélistes, le 4e est au revers, au-dessus de la statuette de Vierge, sous un dais. Hauteur : 66 cm sans la hampe de bois.

## Héraldique
| Blason de Dampierre-sur-Linotte | Blason  | De gueules à la cotice en barre d'azur accompagnée en chef de deux clés versées entretenues d'or et d’une coupe du même dans une main dextre de sable, le tout rangé en barre et en pointe d’un bouquet de trois glands d'or posé en bande et feuillé de trois pièces de sinople. |
| Blason de Dampierre-sur-Linotte | Détails | Le statut officiel du blason reste à déterminer. |

## Pour approfondir